# Krakowskie Pismo Kresowe
Krakowskie Pismo Kresowe – czasopismo poświęcone historii i kulturze wschodnich ziem dawnej Rzeczypospolitej. Pismo ukazuje się od 2009 roku. Patronat naukowy sprawuje nad nim Wydział Studiów Międzynarodowych i Politycznych Uniwersytetu Jagiellońskiego oraz Instytut Historii Uniwersytetu Jagiellońskiego. Redaktorem naczelnym pisma jest Adam Świątek, a radę redakcyjną stanowią: Tomasz Gąsowski, Anna Jach, Stanisław A. Sroka i Bogdan Szlachta. 
Czasopismo jest indeksowane w: Central and Eastern European Online Library, 
The Central European Journal Of Social Sciences And Humanities, Index Copernicus, Katalog Czasopism Kulturalnych. Liczba punktów na liście B MNiSzW: 3 pkt. 
Wydawcą Krakowskiego Pisma Kresowego jest Księgarnia Akademicka.